# Resident Evil: The Darkside Chronicles
Resident Evil: The Darkside Chronicles, conosciuto in Giappone con il nome di Biohazard: The Darkside Chronicles (バイオハザード／ダークサイド・クロニクルズ?, Baiohazādo: Dākusaido Kuronikuruzu), è un videogioco del genere sparatutto in prima persona uscito per Nintendo Wii. Il gioco, sviluppato e pubblicato da Capcom, è stato ufficialmente messo in commercio il 14 gennaio 2010 in Giappone, il 17 novembre 2009 in America e il 27 novembre 2009 in Europa. Il gioco viene venduto con il Wii Zapper, controller a forma di fucile, per console Wii.
Il gioco è disponibile anche per PlayStation 3 in alta definizione e compatibile con PlayStation Move.

## Trama
Resident Evil: The Darkside Chronicles ripercorre alcuni momenti del passato, tramite numerosi flashback di Leon Scott Kennedy che racconta a Jack Krauser, quanto gli è accaduto prima dell'inedita missione nota come Operazione Javier. Questa nuova avventura è formata da ben tre capitoli, il primo ambientato proprio durante tale missione, svolta da Leon e Krauser in Sud America, dove i due erano incaricati di arrestare il narcotrafficante noto come Javier Hidalgo per poterlo interrogare riguardo al suo possibile coinvolgimento in attività illecite con la Umbrella Corporation. A seguito dei mostri e le B.O.W. che gli agenti incontreranno durante la missione, Krauser chiederà a Leon chiarimenti sull'origine di tali creature, e quest'ultimo inizierà quindi a raccontargli la sua storia sin dai tempi di Raccoon City, catapultando il gioco direttamente nel capitolo noto come: Ricordi della città perduta, in una Raccoon City che cronologicamente propone gli avvenimenti accaduti in Resident Evil 2. Finito il racconto e il primo filone narrativo, i due agenti continueranno la missione scoprendo che le B.O.W. presenti in Sud America sono state create con il virus T-Veronica, il che porterà Leon a raccontare a Krauser, il capitolo Gioco di oblio, relativo ai fatti di Code: Veronica, dove pur non partecipando alla vicenda in prima persona, Leon, rimase comunque aggiornato sugli avvenimenti dell'isola di Rockfort, vissuti da Claire Redfield, Steve Burnside e Chris Redfield i quali hanno dovuto confrontarsi con il virus T-Veronica. Quest'ultimo racconto di Leon anticiperà l'ultima parte della storia, nella quale si dovrà portare a termine l'Operation Javier nei panni di Leon e Krauser.

### Darkside Chronicles: ricordi della città perduta
La storia racconta la tragica notte di Raccoon City, vissuta in prima persona da Leon e Claire. Ripercorre gli eventi di Resident Evil 2, con grafica migliorata e una trama rivista ma che ripropone comunque piuttosto fedelmente gli eventi di Resident Evil 2. La coppia formata dal poliziotto recluta dinamico e dalla ragazza addestrata dal fratello Chris membro della S.T.A.R.S., per avanzare, dovrà resistere a ordate di zombi finché non incontreranno una bambina, cominciando così a fare luce sulla oscura vicenda. Questa bambina è Sherry Birkin, figlia di William Birkin, scienziato della Umbrella che si è trasformato con il virus G in un mostro che subisce diversi mutamenti. Leon e Claire dovranno sconfiggerlo per potere scappare sani e salvi con la bambina dalla città infestata dagli zombi. Prima di sconfiggere Birkin mutato con il virus G, Leon e Claire hanno affrontato il Tyrant, un altro abominevole mostro. La versione Wii ripercorre gli stessi fatti vissuti sulla prima console Sony, PlayStation, con aggiunta però di scene inedite che hanno colmato tutti i vuoti della trama in modo da rendere più lineare la trama del capitolo seguente (uscito però precedentemente ma che si ambienta 6 anni dopo): Resident Evil 4.

### Darkside Chronicles: Gioco di oblio
Terzo e ultimo capitolo del gioco, si svolge sull'isola di Rockfort. Come protagonista vediamo Claire, che nella disperata ricerca di suo fratello Chris va in Francia ma viene arrestata e portata sull'isola, dove incontra un detenuto di nome Steve Burnside. Per Steve sarà un incontro che segnerà per sempre il suo destino, infatti pian piano inizierà a nutrire amore per la giovane Redfield, decidendo di scappare con lei. Purtroppo verrà infettato con una dose massiccia di virus T-Veronica e il suo corpo verrà preso in custodia da Albert Wesker, che lo sfrutterà per far sopravvivere il virus e venderlo sul mercato nero, come si scoprirà più tardi nel gioco, proprio a Javier Hidalgo.

### Darkside Chronicles: Operazione Javier
Capitolo inedito, esclusivo della console Wii, è con questo capitolo che inizia il gioco, il quale si interrompe via via che Leon ricorda o racconta ciò che gli è accaduto in passato, i capitoli "I ricordi della città perduta" e "Gioco d'oblio", per poi continuare al termine di essi. Operazione Javier, vede come protagonisti Leon S. Kennedy e Jack Krauser (Marines dello US Socom). Entrambi su ordine del governo vengono spediti in una piccola parte sperduta del Sud America per indagare sul rapporto dell'Umbrella con il Narcotrafficante Javier Hidalgo.
Durante la missione Leon e Krauser si accorgeranno che quella zona del Sud America è stata infettata da Javier con il Virus-T Veronica. In questo modo persone ed animali si sono trasformati in zombi e mostri. Leon e Krauser dovranno affrontarli per raggiungere Javier. Durante la missione incontreranno Manuela, la figlia di Javier, che però li aiuta a contrastare i piani del padre. Nel prosieguo della missione Krauser verrà ferito al braccio sinistro da un oggetto appuntito scagliatogli contro da un mostro. Krauser perde la sensibilità del braccio, continuando comunque la missione come se niente fosse. Javier si infetta di sua spontanea volontà con il T Veronica e si fonde con una pianta carnivora diventando un mostro. Leon e Krauser lo affronteranno con l'aiuto dei poteri psichici posseduti da Manuela che è infettata anche lei dal T Veronica. Javier muore ucciso dai colpi di Leon e Krauser aiutati da Manuela. La missione di Leon e Krauser è completata con successo e i due dello US Socom verranno prelevati e tratti in salvo insieme a Manuela da un elicottero statunitense.
Finale Buono Nel caso si dovesse finire l'ultimo scenario in meno di dieci minuti si otterrà questo finale. Manuela verrà messa sotto protezione dal governo statunitense che la sorveglierà stando attento a notare possibili cambiamenti nel suo corpo. Grazie a lei il Governo degli Stati Uniti riuscirà a creare un vaccino per debellare il virus T-Veronica. Leon viene promosso e ingaggiato da un'agenzia del governo che agisce sotto il controllo della Casa Bianca, Krauser lascia il servizio militare, che non è più in grado di svolgere viste le precarie condizioni del suo braccio.
Finale cattivo Nel caso si impieghi più di dieci minuti a finire l'ultimo scenario si avrà il finale più facile da ottenere, ma tuttavia il peggiore: Manuela muore, tuttavia la missione è completata con successo e il pericoloso trafficante Javier è stato sconfitto.
Finale di Krauser: Completando l'ultimo scenario con il finale "Buono" si sbloccherà un capitolo aggiuntivo dove si dovrà giocare l'ultima parte del gioco nei panni di Jack Krauser. Si otterrà il filmato del "Finale Buono" visto dal punto di vista di Krauser. Amareggiato, Krauser pensa a un metodo per poter tornare in forze e gli viene in mente di schierarsi dalla parte di Albert Wesker, l'ex membro della Umbrella Corporation, che gli aveva citato Leon. In seguito, nel corso dello stesso anno, Krauser inscena la sua morte per mettersi dalla parte di Wesker e della Umbrella con l'obiettivo di creare un nuovo ordine mondiale.

## Personaggi
- Leon Scott Kennedy
- Jack Krauser
- Claire Redfield
- Steve Burnside
- Chris Redfield
- Ada Wong
- William Birkin
- Annette Birkin
- Sherry Birkin
- Hunk
- Alexander Ashford
- Alfred Ashford
- Alexia Ashford
- Javier Hidalgo
- Manuela Hidalgo
- Albert Wesker

## Accoglienza
La rivista Play Generation diede alla versione per PlayStation 3 un punteggio di 79/100, apprezzando il fatto che fosse divertente come il predecessore ma con una rifinitura migliore in ogni componente di gioco e come contro la poca varietà e senza l'utilizzo del Move perdeva molto "fascino", finendo per trovarlo uno sparatutto su rotaie che rispetto al prequel mostrava alcuni miglioramenti , soprattutto nella realizzazione tecnica.